# Renaud d'Haïfa
 (juin 2025).
Renaud d'Haïfa, ou Renaud de Cayphas, mort après 1232, est un chevalier croisé franc, probablement d'origine occitane, qui fut dans les États latins d'Orient chambellan du royaume de Jérusalem.
Il est le fils puîné de Payen II d'Haïfa, seigneur d'Haïfa, et de son épouse Hodierne. Lorsque son père décède au plus tard en 1198, son frère aîné Rohard II hérite de la seigneurie.
Lorsque Jérusalem est rendue aux chrétiens après la sixième croisade en 1229, il est nommé chambellan du royaume de Jérusalem, charge que son frère aîné Rohard II possédait entre 1201 et 1220.
Il épouse Élisabeth Brisebarre, fille de Guy Brisebarre et de son épouse Julienne Granier, dame de Césarée, avec qui il a sept enfants :
- Hugues d'Haïfa, cité dans les Lignages d'Outremer comme mort sans héritier ;
- Philippe d'Haïfa, cité dans les Lignages d'Outremer comme mort sans héritier ;
- Jean d'Haïfa, qui devient seigneur de Cossie et chambellan du royaume de Jérusalem ;
- Guy d'Haïfa, cité dans les Lignages d'Outremer comme mort sans héritier ;
- Odiarde d'Haïfa, qui épouse Rraymond Blondiau ;
- Sibylle d'Haïfa, qui épouse Jean de Morpho ;
- Havise d'Haïfa, qui épouse Daniel de Mallenbec, fils de Gobert de Mallenbec.

La date de sa mort est inconnue mais survient après 1232.